# پژلسیه (استان اوپوله)
پژلسیه (به لهستانی: Przylesie) یک منطقهٔ مسکونی در لهستان است که در گمینا اولشانکا (استان اوپوله) واقع شده‌است. پژلسیه ۸۰۰ نفر جمعیت دارد.